# 阿德琳娜·古铁雷斯
阿德琳娜·古铁雷斯（西班牙語：Adelina Gutiérrez，1925年5月27日—2015年4月11日）是智利科学家和天体物理学教授。她是智利第一位获得天体物理学博士学位的人，也是智利科学院第一位女性院士。
1949年6月1日起，古铁雷斯在智利国家天文台工作。在智利国家天文台工作期间，古铁雷斯被同時聘為智利大学物理与数学科学学院教師。1950年代后期，古铁雷斯前往美国攻读天体物理学，最終於1964年6月获得天体物理学博士学位，成为智利第一位获得该学位的人。1965年，古铁雷斯回到智利后，在智利大学开设了天文学学士学位课程。1967年，古铁雷斯成为智利科学院的一員。她是智利科学院的首位女性成員以及天文学家。1976年，古铁雷斯在智利大学开设了天文学硕士学位课程。